# Сібе Схрейверс
Сібе Схрейверс (нід. Siebe Schrijvers, нар. 18 липня 1996, Ломмель) — бельгійський футболіст, нападник клубу «Ауд-Геверле».
Володар Суперкубка Бельгії.

## Клубна кар'єра
Сібе Схрейверс народився в місті Ломмель. Розпочав займатися футболом у клубі «Расінг Пеер», пізніше продовжив заняття в молодіжній команді клубу «Генк». У 2012 році дебютував виступами виступами за основну команду клубу, спочатку в Кубку Бельгії, а пізніше і першості країни. Проте в перші роки кар'єри молодий футболіст рідко потрапляв у основу команди, тому в 2016 році керівництво клубу вирішило віддати його в оренду до іншого бельгійського клубу «Васланд-Беверен». Після успішної гри за нову команду футболіст повернуся до «Генка», у якому грав до кінця сезону 2017—2018 років.
У 2018 році Сібе Схрейверс перейшов до складу клубу «Брюгге». Станом на 22 липня 2019 року відіграв за команду з Брюгге 24 матчі в національному чемпіонаті. У складі команди став у 2018 році володарем Суперкубка Бельгії, вийшовши на заміну в матчі Суперкубку. З 2021 року футболіст грає в клубі «Ауд-Геверле».

## Виступи за збірні
2010 року дебютував у складі юнацької збірної Бельгії (U-15), загалом на юнацькому рівні взяв участь у 40 іграх, відзначившись 11 забитими голами. У 2012 році в складі юнацької збірної брав участь у юнацькому чемпіонат Європи у 2012 році, зігравши в ньому в трьох матчах проти юнацьких збірних Польщі, Нідерландів та Словенії. З 2016 року Схрейверс грає у складі молодіжної збірної Бельгії. На молодіжному рівні зіграв у 23 офіційних матчах, забив 4 голи.

## Титули і досягнення
- Чемпіон Бельгії (1):

«Брюгге : 2019-20
- Володар Кубка Бельгії (1):

«Генк»: 2012-13
- Володар Суперкубка Бельгії (1):

«Брюгге»: 2018